# Airbus A320neo
Az Airbus A320neo keskenytörzsű utasszállító repülőgépek családja, az Airbus A320 gépcsalád továbbfejlesztett változata. Gyártója az Airbus európai repülőgépgyár. A neo név görög jelentése új, egyben a new engine option, azaz új hajtómű opció rövidítése. Az A320neo család 15–20%-kal energiatakarékosabb az A320-as családnál új hajtóműveknek és az alapfelszerelésben is kapható wingleteknek köszönhetően. Fejlesztését 2010. december 1-én jelentették be, 2014. szeptember 25-én emelkedett először levegőbe és 2016. január 25-én állt menetrend szerinti forgalomba a Lufthansánál.
2024. májusával több mint 130 légitársaság 10 508 A320neót rendelt, ebből 3371 darabot adtak át. 2023. közepén fő vetélytársához, a Boeing 737 MAX-hoz képest több mint kétharmados piaci részesedése volt.

## Fejlesztés

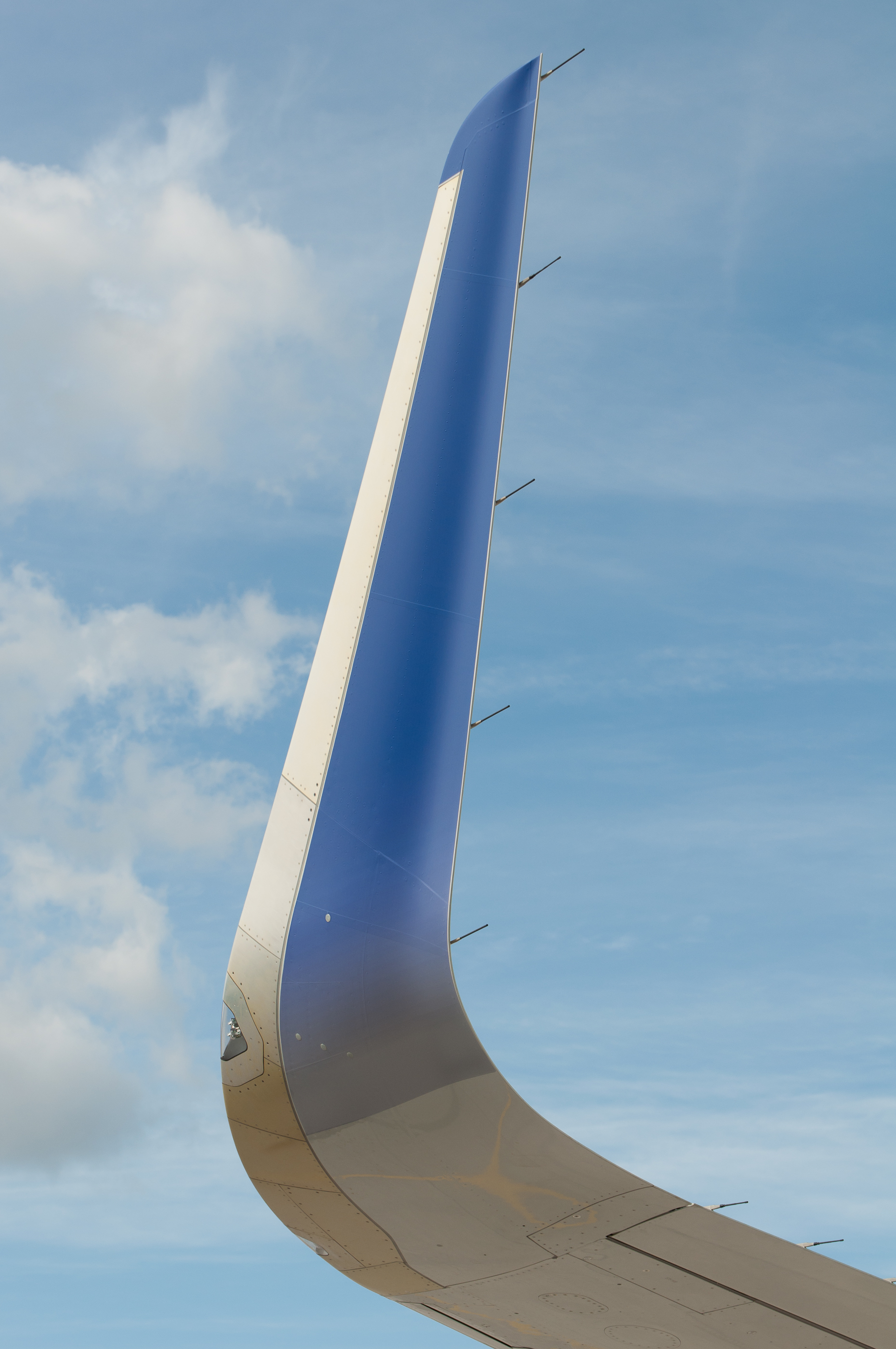
Az A320E program keretén belül kifejlesztett hajlított szárnyvégfül prototípusa 2012-ben

Az Airbus 2006-ban kezdte először vizsgálni az A320-as gépcsalád továbbfejlesztésének lehetőségét. A cég a már meglévő A320-asokon alapuló gépek fejlesztése és új hajtóművekkel való felszerelése mellett döntött: az Airbus számításai alapján egy teljesen új gépcsalád kifejlesztése a továbbfejlesztett változatnál elért 15%-os takarékosságon felül csak további 3%-os megtakarítást jelentett volna. Az így létrejött A320 Enhanced (az enhanced angol jelentése továbbfejlesztett), röviden A320E program célja az alapváltozatokhoz képest 4–5%-os üzemanyag-megtakarítás elérése volt nagyméretű wingletek használatán, kisebb aerodinamikai változtatásokon, csökkentett tömegen és felújított gépkabinon keresztül. A program keretén belül kifejlesztett hajlított winglet 2009-ben lett elérhető felszerelhető opcióként az eredeti A320-as gépcsaládon. 